# Elephantulus rufescens
Elephantulus rufescens — вид ссавців родини Стрибунцеві (Macroscelididae).

## Поширення
Вид поширений у Східній Африці (Ефіопія, Кенія, Сомалі, Південний Судан, Танзанія та Уганда). Трапляється у вологих саванах.